# 웹스
웹스(Waps Co. Ltd.)는 대한민국의 고분자 신소재 기업이다. 본사는 부산광역시 해운대구 센텀동로 45, 901호에 위치해 있으며 대표이사는 이재춘이다.

## 사업
웹스는 베트남에서 사업을 영위하며 신소재 사업에서 자동차 내장재에서부터 골프공 등 다양한 제품에 확장하고 있다.

## 테마주
윤석열 대통령 관련주로 여겨진다

## 상장
2015년 8월 24일 주관사를 한국투자증권으로 공모가 7,200원에 상장하였다.

## 참고 문헌
1. ↑  한국IR협의회 기술분석보고서-웹스, 2018. 12. 20[깨진 링크(과거 내용 찾기)]
2. ↑  웹스, 베트남 매출 가시화...사업 기대감 ↑, 이투데이, 2023-05-29
3. ↑  이승은, BNK투자증권신규상장(IPO) 예정기업 보고서- 웹스, 2015/8/6
4. ↑  웹스 주가 13%↑…尹, 14∼21일 UAE·스위스 방문 소식에 강세, 아주뉴스, 2023-01-11